# Vegesacker Straße

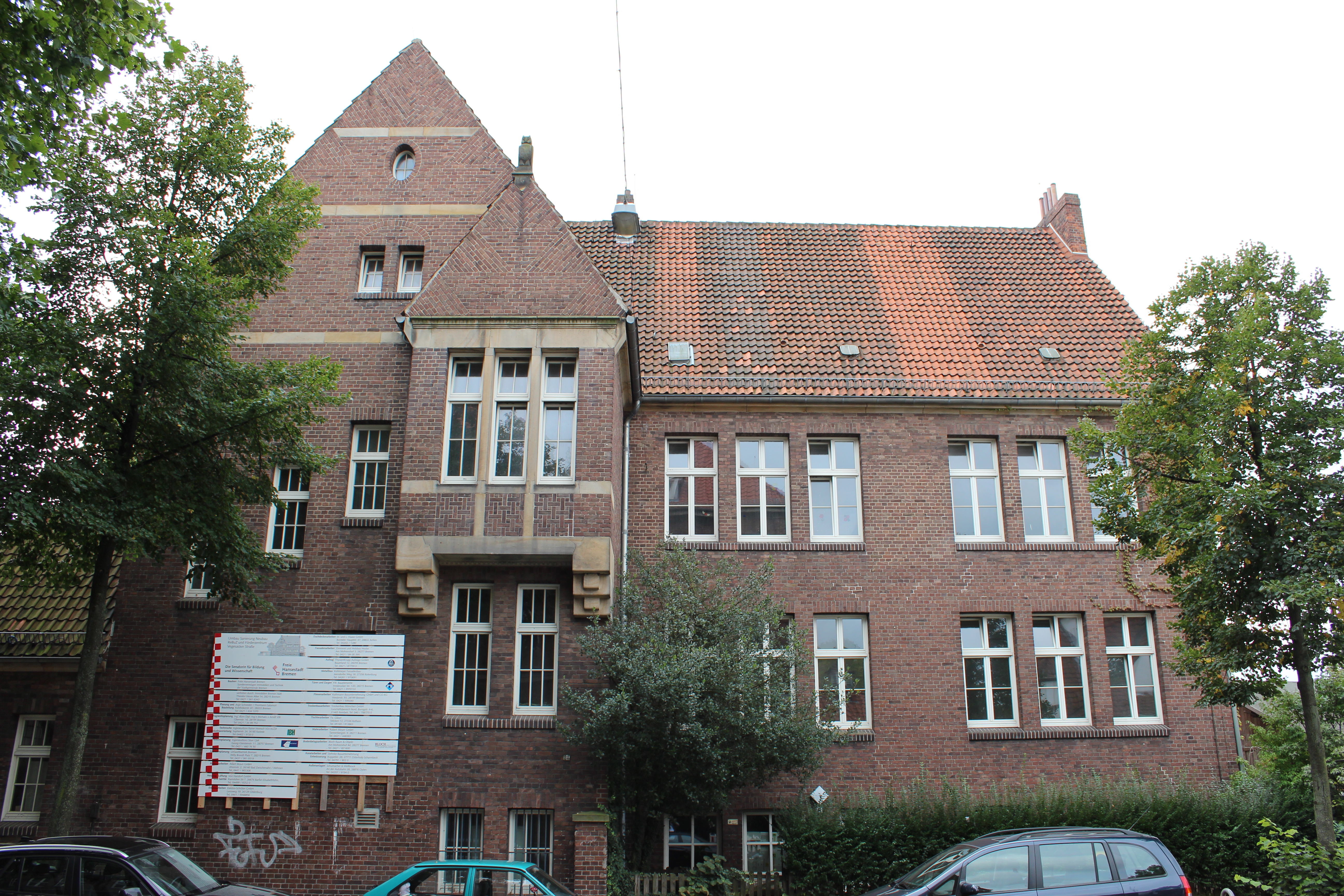
Nr. 84: Schule an der Vegesacker Straße

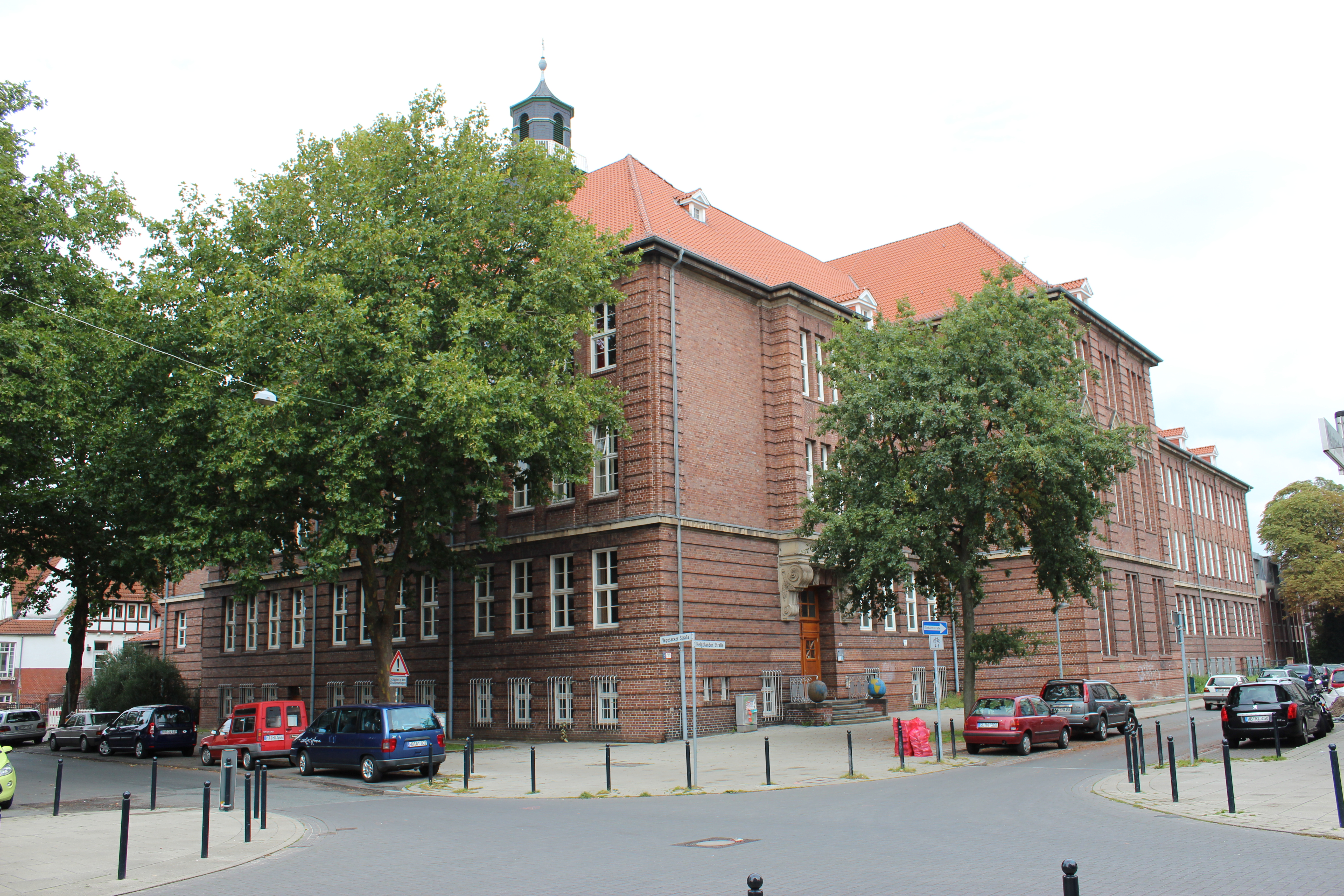
Nr. 109: Oberschule Helgolander Straße

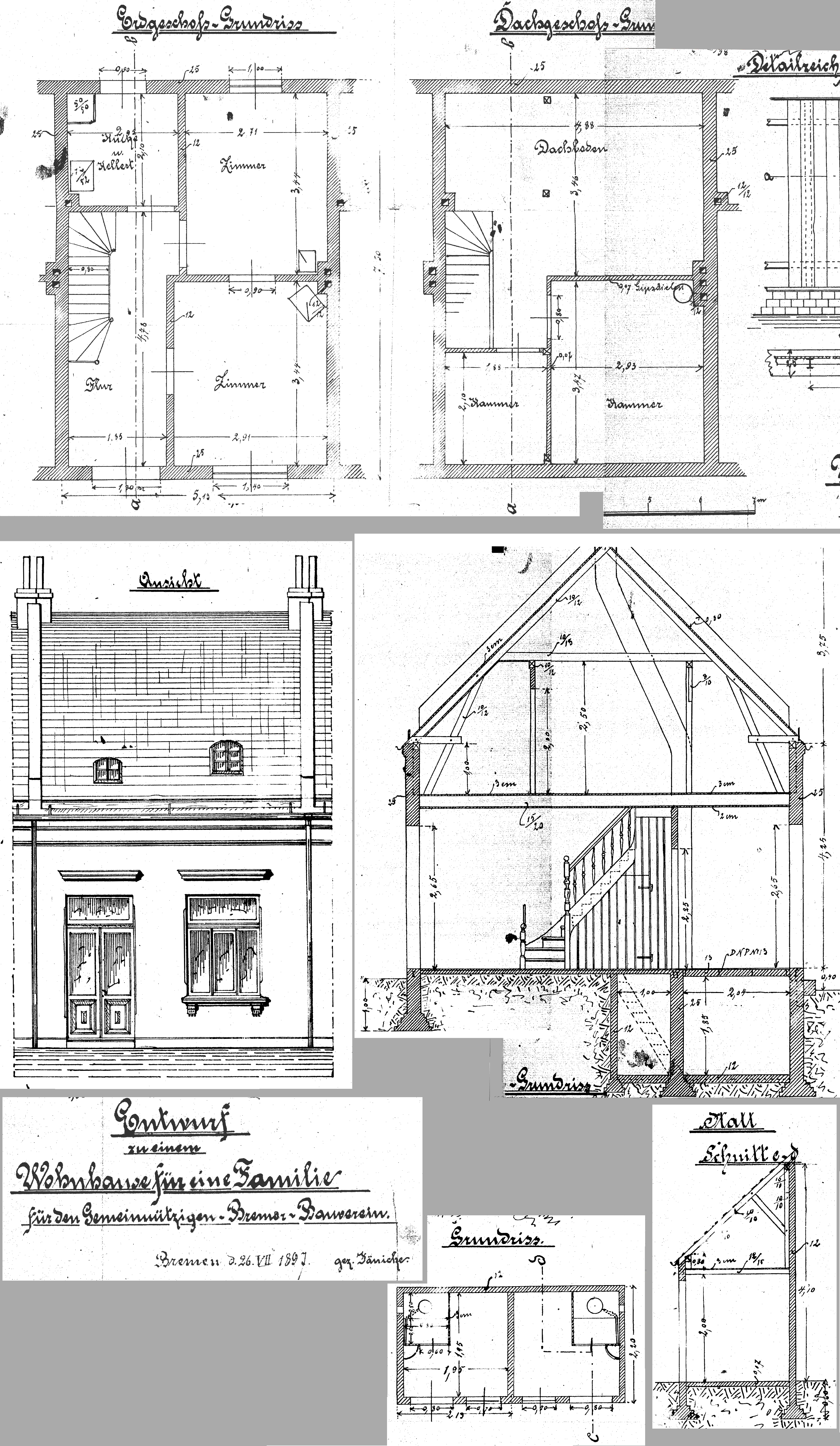
Früheres Bremer Haus für Hafenarbeiter im Generalsviertel, Vegesacker Straße/Ziethenstraße, kleinster Haustyp, ohne Vorgarten

Die Vegesacker Straße ist eine zentrale, historische Erschließungsstraße in Bremen, Stadtteil Walle, Ortsteile Steffensweg und Westend. Sie führt in Süd-Nord-Richtung von der Bremerhavener Straße zur Ritter-Raschen-Straße.
Die Querstraßen und die Anschlussstraßen wurden benannt u. a. als Wichernstraße nach dem Theologen Johann Hinrich Wichern, Bremerhavener Straße nach der Stadt, Reuterstraße 1874 nach dem niederdeutschen Dichter, Hoffnungstraße 1874, Elisabethstraße 1874 nach dem Vornamen, Loxstedter Straße, Dorumstraße 1907, Lübberstedter Straße, Dedesdorfer Straße 1914, Elsflether Straße und Braker Straße nach nördlichen Gemeinden, Derfflingerstraße 1898 nach dem brandenburgischen Feldmarschall Georg von Derfflinger, Helgolander Straße nach der Insel, Geestemünder Straße und Wulsdorfer Straße 1914 nach den Bremerhavener Stadtteilen, Waller Ring nach dem Ring, verbunden mit dem Utbremer Ring und dem Osterfeuerberger Ring, Wangerooger Straße nach der Insel, Rüstringer Straße, Wittmunder Straße, Auricher Straße 1905 und Leerer Straße nach nordwestlichen Städten und Ritter-Raschen-Straße nach dem Ritter Christoph Ludwig Raschen.

## Geschichte

### Name
Die Vegesacker Straße erhielt den Namen nach der damaligen bremischen Stadt und heutigen Stadtteil Vegesack, in dessen Richtung sie auch führt.

### Entwicklung
1139 wurde das Dorf Walle erstmals erwähnt und 1179 der Hof-Walle der Herren zu Walle. 1524 erfolgte der Bau der Kerke Sunte Michalis tho Walle als Waller Kirche, Lange Reihe 77. 1635 pachtete der Ritter Christoph Ludwig Raschen den Hof-Walle.
Am westlichen Ende entwickelten sich mit dem Bau des Freihafens nach 1888 die Ortsteile Steffensweg und Westend. Die große Jute-Spinnerei und Weberei Bremen an der Nordstraße beschäftigte um 1895 über 2000 Arbeiter, die hier wohnten. Die Ortsteile Steffensweg (heute um 4300 Einwohner) und Westend (heute um 6400 Einwohner) wurden deshalb überwiegend dicht bebaute Wohngebiete. 1885 wurden Teile der Landgemeinde Walle und 1902 die weiteren Gebiete eingemeindet.

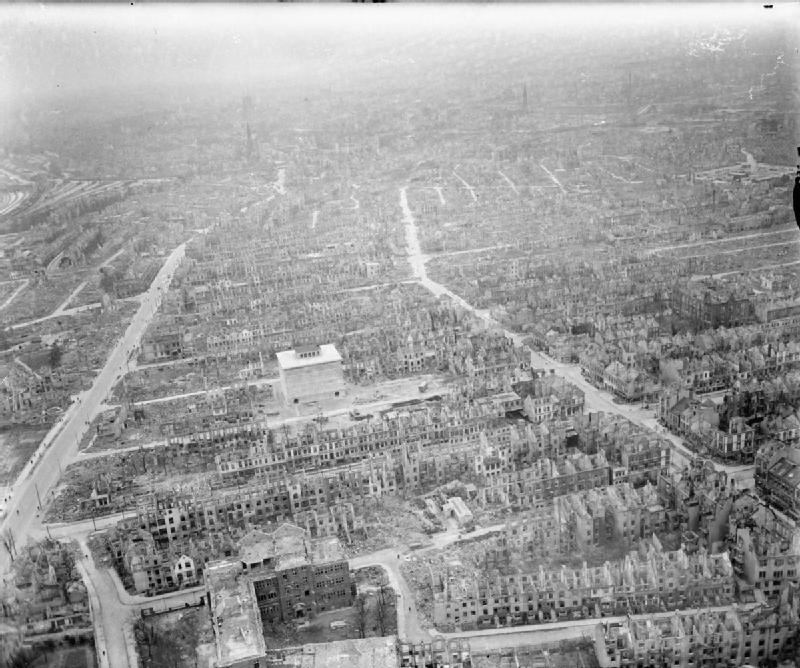
Zerstörtes Walle; Blick nach Südosten Richtung Zentrum. Der Hochbunker Zwinglistrasse in der Mitte zwischen Utbremer- (links) und Wartburgstraße

Während des Zweiten Weltkrieges wurde Walle 1943/44 großflächig zerstört. Unter dem Namen Westliche Vorstadt entstand von 1953 bis 1955 in Utbremen, Steffensweg und Westend durch die Gewoba, die Bremer Treuhand und die Schoß nach Plänen von Max Säume, Günther Hafemann, Wilhelm Wortmann, Bernhard Wessel, Werner Hebebrand, Walter Schlempp und Günther Marschall eine größere, aufgelockerte Wohnsiedlung.
Stadtteilfest (alle zwei Jahre) sowie Straßen-Kunstfeste beleben das Quartier.
Durch Umgestaltung und Teilbebauung des ehemaligen Sportplatzes Dedesdorfer Platz entstand um 2020/21 ein Quartiersplatz, die heutige Waller Mitte, im Zentrum zwischen Vegesacker Straße und Fasia-Jansen-Straße sowie Helgolander Straße und Dedesdorfer Straße.

### Verkehr
Die Vegesacker Straße liegt in einer Tempo-30-Zone. Der Kfz-Verkehr mit einer 5,60 Meter breiten Fahrspur im Zweirichtungsverkehr und der Radverkehr werden im Mischverkehr geführt.
Im Nahverkehr in Bremen verkehren auf der Straße keine Buslinien.
Nach einer kritischen Diskussion von 1968 über Pläne zur Verlegung der Straßenbahn in die Vegesacker Straße wurde sie hier nicht gebaut.
Auf dem querenden Waller Ring fahren die Buslinien 20 (Hohweg – Bf Walle – Überseestadt – Hauptbahnhof – Messe – Zentrum), 26 (Emder Straße – Utbremer Ring – Hauptbahnhof – Am Brill – Huckelriede), 28 (Walle – Findorff – Universität-Nord) und N7.
Die Straßenbahn Bremen verkehrt mit der Straßenbahnlinien 2 (Gröpelingen – Walle – Domsheide – Sebaldsbrück), 3 (Gröpelingen – Überseestadt – Domsheide – Weserwehr) und 10 (Gröpelingen – Walle – Hauptbahnhof – Sebaldsbrück) parallel zur Vegesacker Straße.
Von der Ritter-Raschen-Straße führt ein Fuß- und Radweg zur Waller Heerstraße.

## Gebäude und Anlagen
Die sichere und lebendige Straße hat überwiegend eine zwei- und dreigeschossige Wohnbebauung mit einer Reihe von Geschäften und etwa zehn Gewerbebetriebe.
Bremer Baudenkmale
- Nr. 84: Dreigeschossige verklinkerte Schule an der Vegesacker Straße von 1911 nach Plänen von Baudirektor Wilhelm Knop und Baumeister Karl August Oehring. Hier ist heute der Sitz Regionales Beratungs- und Unterstützungszentrum West (ReBUZ West).[3]
- Nr. 109: Viergeschossige verklinkerte seit 2010 Oberschule Helgolander Straße als L-förmiges Eckgebäude von 1916 im Stil der Reformarchitektur von der Hochbauinspektion Bremen (später Hochbauamt Bremen) geplant und ausgeführt; früher Volksschule & Doppelschule & Versuchsschule & Schulzentrum an der Helgolander Straße. Wilhelm Scharrelmann unterrichtete von 1908 bis 1921 an der Hilfsschule.[4]

Erwähnenswerte Gebäude und Anlagen
- Nr. 7: Eis-Café
- Nr. 12: 3-gesch. Wohnhaus und Restaurant mit runder dominanter Eckausbildung
- Nr. 13: Spitzweg-Apotheke
- Nr. 15: Bar
- Nr. 19: Restaurant und Pension
- Nr. 49: Café
- Nr. 41: Restaurant
- Nr. 84: Regionales Beratungs- und Unterstützungszentrum West (ReBUZ) West
- Nr. 151: Einkaufszentrum
- Nr. 188: Betreutes Wohnen
- Nr. 191: Gastrokneipe

Kunstobjekte, Gedenktafeln
- Stolpersteine für die Opfer des Nationalsozialismus gemäß der Liste der Stolpersteine in Bremen:
  - Nr. 41: für Hans de Haas 1926–1941, Elsa Eichholz 1901–1941 Rahel Eichholz 1881–1941, alle ermordet in Minsk, Rebecka Fuchs 1879–1942, Samuel Fuchs 1879–1942 beide ermordet in Auschwitz